# Бережное (Крым)
Бережно́е (до 1948 года Камкалы́; укр. Бережне, крымскотат. Qamqalı, Къамкъалы) — исчезнувшее село в Джанкойском районе Республики Крым, располагавшееся на севере района, на Чонгарском полуострове у берега Сиваша, примерно в 1,5 км к северу от современного села Медведевка.

## История
Когда существовала деревня Камкалы, пока не установлено — в доступных исторических документах упоминаний о ней, как о жилой, не встречается, но, как развалины, обозначается на картах 1836, 1842 года и на трёхверстовой карте 1865—1876 года. Впервые, как обжитое, село встречается в Списке населённых пунктов Крымской АССР по Всесоюзной переписи 17 декабря 1926 года, согласно которому в селе Камкалы, Таганашского сельсовета Джанкойского района, числилось 13 дворов, все крестьянские, население составляло 77 человек, все русские. На километровой карте Генштаба Красной армии 1941 года, в которой за картооснову, в основном, были взяты топографические карты Крыма масштаба 1:84000 1920 года и 1:21000 1912 года, селение обозначено, как Камка-Харитоновка, на подробной карте РККА северного Крыма 1941 года в селе Камкалы, или Камка Харитоновка, отмечено 18 дворов, на двухкилометровке 1942 года уже подписано, как просто Камкалы.
В 1944 году, после освобождения Крыма от нацистов, 12 августа 1944 года было принято постановление № ГОКО-6372с «О переселении колхозников в районы Крыма» и в сентябре 1944 года в район приехали первые новоселы (27 семей) из Каменец-Подольской и Киевской областей, а в начале 1950-х годов последовала вторая волна переселенцев из различных областей Украины. С 25 июня 1946 года Камкалы в составе Крымской области РСФСР. Указом Президиума Верховного Совета РСФСР от 18 мая 1948 года, Камкалы (или Камка-Харитоновка) переименовали в Бережное. 26 апреля 1954 года Крымская область была передана из состава РСФСР в состав УССР. Время включения в Медведевский сельсовет пока не установлено: на 15 июня 1960 года село уже числилось в его составе. Ликвидировано в 1968 году, как село Медведевского сельсовета.